# Trzeszczyna
Trzeszczyna (niem.: Heinrichsfelde) – osada w północno-zachodniej Polsce, położona w województwie zachodniopomorskim, w powiecie łobeskim, w gminie Łobez. Trzeszczyna leży około 5 kilometrów na północ od Łobza i 73 kilometry na północny wschód od stolicy województwa – Szczecina. Wieś wchodzi w skład sołectwa Dalno. Według danych z 29 września 2014 r. wieś miała mieszkańców 44 mieszkających w 3 domach.
Wieś powstała około 1840 roku poprzez komasację gruntów należących do łobeskiego kupca Borchardta. Znajduje się tu park dworski, wpisany do rejestru zabytków. Do 1945 roku Trzeszczyna znajdowała się na terenach niemieckich. W latach 1975–1998 miejscowość administracyjnie należała do województwa szczecińskiego.